# Toès d'Entrevalls
|  | No s'ha de confondre amb Toès i Entrevalls. |

Toès d'Entrevalls, o el Bac, o Toès del Bac, o Veïnat de la Baga ([tu'ez'dentɾə'βaʎs], estàndard [tu'ɛz'dentɾə'βaʎs]), és un dels tres veïnats que constitueixen el nucli principal de la comuna de Toès i Entrevalls, a la comarca del Conflent, de la Catalunya del Nord.
Està situat a 823 metres d'altitud, damunt de la riba dreta de la Tet, al davant i sud-oest de Toès de Llar, o la Solana i dessota i al nord-oest del Veïnat de l'Església.